# KTX 특별열차
《KTX 특별열차》(KTX Extra)는 한국에서 제작된 정수진 감독의 2009년 드라마 영화이다. 유채목 등이 주연으로 출연하였다.

## 출연

### 주연
- 유채목

## 기타
- 프로듀서: 박해준
- 조명: 권오광
- 조명: 조형래
- 녹음: 홍석재
- 믹싱: 김은웅
- 미술: 전혜원